# Flota Świnoujście
Flota Świnoujście – polski klub piłkarski z siedzibą w Świnoujściu. Ćwierćfinalista Pucharu Polski w 2013 roku. Przez siedem sezonów w latach 2008−2015 drużyna występowała w piłkarskiej I lidze. W sezonie 2024/2025 występuje w III lidze, gr. II.

## Historia
Klub został założony 17 kwietnia 1957 roku w Świnoujściu jako Wojskowy Klub Sportowy „Flota”. Pierwszym prezesem był Marian Mamorski. W 1968 roku, po rozwiązaniu WKS, na jego bazie powstał Międzyzakładowy Klub Sportowy „Flota”, który z kolei w 1986 przekształcił się w Miejski Klub Sportowy „Flota”.
19 lipca 2014 właściciel klubu – urząd miasta – zdecydował o wycofaniu Floty z rozgrywek I ligi i sprzedaży licencji Stali Rzeszów. 22 lipca Polski Związek Piłki Nożnej unieważnił jednak umowę pomiędzy klubami i zespół pozostał na zajmowanej pozycji. PZPN powołał się przy tym na jeden z przepisów podręcznika licencyjnego. Problemy finansowe Floty nawarstwiały się, aż ostatecznie 13 maja 2015 roku drużyna została wycofana z rozgrywek. 
Na nowo Flota pod nazwą Morski Klub Sportowy „Flota” została zarejestrowana 20 czerwca 2015 roku. Prezesem klubu został Leszek Zakrzewski. W klubie rozpoczęły działalność cztery drużyny piłkarskie: seniorzy (klasa A), juniorzy starsi (liga wojewódzka) oraz dwa zespoły trampkarzy.

## Sukcesy
- 3. miejsce w I lidze: 2010/2011[13]
- 4. miejsce w I lidze: 2012/2013[14]
- 1/4 Finału Pucharu Polski w sezonie 2012/2013[15]
- 1/8 Finału Pucharu Polski w sezonie 2003/2004[16]
- Puchar Polski ZZPN w sezonie 2024/2025[17]

## Stadion
Flota domowe mecze rozgrywa na Stadionie Miejskim im. Leszka Zakrzewskiego Ośrodka Sportu i Rekreacji w Świnoujściu.

## Sezon po sezonie
| - 1957 – Klasa A - 1958 – Klasa A - 1959 – Klasa A - 1960 – Klasa A - 1960/1961 – Klasa Okręgowa - 1961/1962 – Klasa A - 1962/1963 – Klasa Okręgowa - 1963/1964 – Klasa A - 1964/1965 – Klasa Okręgowa - 1965/1966 – Klasa Okręgowa - 1966/1967 – Klasa Okręgowa - 1967/1968 – Klasa Okręgowa - 1969/1970 – Klasa Okręgowa - 1970/1971 – Klasa A - 1971/1972 – Klasa Okręgowa - 1972/1973 – Klasa Okręgowa | - 1973/1974 – Klasa Okręgowa - 1974/1975 – Klasa Okręgowa - 1975/1976 – Klasa Okręgowa - 1976/1977 – III liga - 1977/1978 – III liga - 1979/1980 – III liga - 1980/1981 – Klasa Okręgowa - 1981/1982 – III liga - 1982/1983 – Klasa Okręgowa - 1983/1984 – III liga - 1984/1985 – Klasa Okręgowa - 1985/1986 – III liga - 1986/1987 – Klasa Okręgowa - 1987/1988 – III liga - 1987/1989 – III liga - 1989/1990 – III liga - 1990/1991 – III liga | - 1991/1992 – III liga - 1992/1993 – III liga - 1993/1994 – III liga - 1994/1995 – III liga - 1995/1996 – III liga - 1996/1997 – III liga - 1997/1998 – III liga - 1998/1999 – III liga - 1999/2000 – III liga - 2000/2001 – III liga - 2001/2002 – III liga - 2002/2003 – III liga - 2003/2004 – III liga - 2004/2005 – III liga - 2005/2006 – III liga - 2006/2007 – IV liga - 2007/2008 – III liga | - 2008/2009 – I liga - 2009/2010 – I liga - 2010/2011 – I liga - 2011/2012 – I liga - 2012/2013 – I liga - 2014/2015 – I liga - 2015/2016 – Klasa A - 2016/2017 – Klasa okręgowa - 2017/2018 – Liga okręgowa - 2018/2019 – Klasa okręgowa - 2019/2020 – IV liga - 2020/2021 – III liga - 2021/2022 – IV liga - 2022/2023 – IV liga - 2023/2024 – III liga - 2024/2025 – III liga |